# Stéphane Lannoy
Stéphane Lannoy (18. rujna 1969.) je francuski nogometni sudac iz Boulogne-sur-Mer.

## Životopis
Jedan je od 12 nogometnih sudaca, koji će suditi na Europskom nogometnom prvenstvu 2012. u Poljskoj i Ukrajini.
| Kolo       | Datum            | Grad    | Domaći   | Gost     | Rezultat  |
| ---------- | ---------------- | ------- | -------- | -------- | --------- |
| Skupina    | 9. lipnja 2012.  | Lavov   | Njemačka | Portugal | 1:0 (0:0) |
| Skupina    | 12. lipnja 2012. | Wrocław | Grčka    | Češka    | 1:2 (0:2) |
| Polufinale | 28. lipnja 2012. | Varšava | Njemačka | Italija  | 1:2       |